# إبراهيم بن سليمان الرشيد
إبراهيم بن سليمان بن عبد الله الرشيد  هو رئيس المحكمة الإدارية العُليا بمرتبة وزير في السعودية سابقا.

## الحالة الاجتماعية
- تاريخ الميلاد 07/01/ 1372هـ
- مكان الميلاد: الدمام. المنطقة الشرقية. المملكة العربية السعودية
- متزوج. مقيم بمدينة الرياض.
- الوظيفة الحالية: رئيس المحكمة الإدارية العليا منذ عام 1435هـ حتى 1442.
- الدرجة: مرتبة وزير

## المؤهلات العلمية
- حصل على شهادة البكالوريوس في الشريعة من كلية الشريعة بجامعة الإمام محمد بن سعود الإسلامية للعام 1397/ 1398هـ.
- حصل على دبلوم دراسات الأنظمة من معهد الإدارة العامة لعام 1400هـ.
- حصل على درجة الماجستير في القانون من كلية غرب كاليفورنيا للقانون. عام 1405هـ
- التحق بجامعة ليدز بالمملكة المتحدة لتحضير درجة الدكتوراه من كلية القانون في موضوع مكافحة غسيل الأموال وتطبيقاته في المملكة دراسة مقارنة مع القانون البريطاني. عام 1423هـ

## المراكز التي كلف بها
- رئيس المحكمة الإدارية بالدمام
- رئيس محكمة الاستئناف الإدارية بالمنطقة الشرقية
- عضوا مجلس القضاء الإداري
- رئيس لجنة مقابلة المرشحين للعمل بالسلك القضائي بديوان المظالم
- رئيس لجنة الفصل في تنازع الاختصاص بديوان المظالم
- رئيس لجنة تأديب القضاة بديوان المظالم
- ممثلا للمملكة في محكمة التحكيم الدولية بمدينة لاهاي _هولندا
- عضو في لجنة مجلة ديوان المظالم العلمية
- شريك مؤسس في شركة الرشيد والصميل للمحاماة والاستشارات القانونية والتحكيم

## المسيرة العملية
- عين على وظيفة مستشار قانوني بالمرتبة الثامنة بجامعة الملك فيصل اعتباراً من 29/ 8/ 1400هـ.
- عين على وظيفة مدير الإدارة القانونية بجامعة الملك فيصل بالمرتبة العاشرة. عام 1406هـ
- صدر الأمر الملكي الكريم رقم (أ/ 330) بنقل خدماته من السلك الإداري إلى السلك القضائي وعين بديوان المظالم على وظيفة مستشار مساعد (أ) بدرجة قاضي (أ). في 11/ 8/ 1407.
- تولى رئاسة عدة دوائر قضائية في ديوان المظالم ابتداء من الدائرة الإدارية الحادية والثلاثين عام 1407هـ ثم رئيسا لدوائر تجارية عام 1408هـ ثم رئيسا لدوائر تأديبية وجزائية خلال الأعوام من 1410هـ حتى 1415هـ ثم رئيسا للدوائر الإدارية والتجارية حتى 1421هـ ثم عضوا في دوائر التدقيق بديوان المظالم بالرياض منذ عام 1426هـ.
- عمل بإدارة التفتيش القضائي مفتشا قضائيا ثم مساعدا لمدير إدارة التفتيش عام 1428هـ.
- كلف برئاسة المحكمة الإدارية بالمنطقة الشرقية عام 1429هـ ثم رئيسا لمحكمة الاستئناف الإدارية بالمنطقة الشرقية منذ عام 1430هـ. ورئيسا للدائرة الإدارية الأولى بمحكمة الاستئناف الإدارية بالمنطقة الشرقية، كما تولى رئاسة محكمة الاستئناف الإدارية بمنطقة الرياض ومحكمة الاستئناف الإدارية بمنطقة مكة المكرمة خلال عام 1434هـ لفترات محدده.
- شارك بالتدريس في الدورة التدريبية المسائية حول موضوع الصيغ والضوابط الشرعية في أعمال المتاجرة والتمويل والاستثمار لمدراء فروع شركة الراجحي المصرفية للاستثمار بالمنطقة الشرقية بناءً على موافقة فضيلة رئيس فرع الديوان بالمنطقة الشرقية بتاريخ 18/ 11/ 1413هـ.
- شارك بالتدريس ببرنامج كتاب الضبط وبرنامج النظرية العامة للالتزام والتحكيم المنعقدة بمعهد الإدارة العامة بالدمام بموجب موافقة رئيس الديوان بتاريخ 4/ 11/ 1413هـ.
- شارك بالتدريس لمادة السلطة الإدارية وقراراتها لبرنامج المتابعة الإدارية بمعهد الإدارة العامة بالدمام بموجب موافقة فضيلة رئيس فرع الديوان بتاريخ 28/ 10/ 1415هـ.
- تم اختياره ممثلاً للمملكة لدى محكمة التحكيم الدائمة الدولية في لاهاي بهولندا بموجب الأمر السامي الكريم رقم (7/ ب/ 42950) وتاريخ 11/ 5/ 1423هـ  برئاسة سمو الأمير الدكتور بندر بن سلمان.
- شارك في تدريس طلاب وطالبات كلية العلوم الإدارية والتخطيط قسم الأنظمة بجامعة الملك فيصل خلال العام الدراسي للجامعة 1418هـ بموجب موافقة فضيلة رئيس فرع الديوان بخطابه رقم (664/ 3) وتاريخ 28/ 5/ 1418هـ الموجه لمدير جامعة الملك فيصل.
- شارك بالتدريس لطلاب وطالبات كلية القانون بكليات اصاله بالمنطقة الشرقية لمواد القانون الإداري والقضاء الإداري للعام الدراسي 2020/2021 .
- شارك في القاء محاضرات في اكاديمية ابوظبي القضائية في الدورات التدريبية المخصصة لرجال الضبط القضائي في ابوظبي للفترة 2021/2022.
- شارك في تدريس مواد القانون الإداري والقضاء الإداري والعقود الإدارية وحقوق الانسان طلاب برنامج الماجستير التنفيذي في جامعة الملك عبدالعزيز في جده للعام الدراسي 2022/2023
- عمل بالسلك القضائي بجميع درجاته حتى درجة رئيس محكة استئناف عام 1430هـ.
- صدر الأمر الملكي الكريم رقم (أ/ 10) بتعيينه عضواً في مجلس القضاء الإداري. في تاريخ 19/ 2/ 1430هـ.
- تم تسميته رئيساً لمحكمة الاستئناف الإدارية في المنطقة الشرقية بقرار مجلس القضاء الإداري في البند (الثاني/ ج) من محضر الجلسة رقم (8) بتاريخ 25/ 8/ 1430هـ وصدر الأمر الملكي بترقيته إلى درجة (رئيس محكمة استئناف).
- تم تكليفه رئيساً للجنة الفصل في تنازع الاختصاص المنصوص عليها في المادة الخامسة عشرة من نظام ديوان المظالم اعتباراً من عام 1432 هـ حتى 1435هـ.
- تم تكليفه رئيساً للجنة مقابلة المرشحين والمتقدمين للالتحاق بالسلك القضائي بديوان المظالم. عام 1430هـ حتى عام 1439هـ.
- تم تكليفه رئيساً لدائرة تأديب القضاة بديوان المظالم عام  1435هـ حتى عام 1440.
- صدر الأمر الملكي الكريم رقم (أ/ 143) بتعيينه رئيساً للمحكمة الإدارية العليا بمرتبة وزير. بتاريخ 20/ 07/ 1435هـ  واستمر رئيسا للمحكمة حتى تاريخ 1442/7/28 حيث انهيت خدماته بالآمر الملكي رقم أ/409 [2]
- تم ترشيحه عضوا في لجنة المخاطر والحوكمة والالتزام في مؤسسة خادم الحرمين الشريفين الملك عبدالله بن عبدالعزيز ال سعود للأعمال الإنسانية عام 2024 ولا يزال .

## المؤتمرات والندوات والنشاطات العلمية
- اعد بحثا عن شركات الاستثمار الأجنبية في المملكة ووضعها النظامي عام 1400هـ للحصول على درجة الدبلوم العالي في الأنظمة من معهد الإدارة العامة بالرياض.
- مثل المملكة في المؤتمر الدولي السابع الخاص بتزييف العملة المنظم من قبل المنظمة الدولية للإنتربول والمنعقد في مدينة ليون بفرنسا بتاريخ 26/ 10/ 1407 هـ
- شارك بالمؤتمر الدولي الثاني للجرائم المتصلة بالرشوة المسمى «أوجـه الرشوة» والمنعقد بمقر الأمانة العامة للإنتربول بمدينة ليون في فرنسا بتاريخ 11/ 3/ 1421هـ
- شارك بورقة عمل في ورشة العمل التي أقامتها جامعة الملك فهد للبترول والمعادن بعنوان «أخلاقيات المهنة» والمنعقدة بتاريخ 18/ 11/ 1421هـ
- شارك في المؤتمر العربي الدولي لمكافحة الفساد والمنعقد بأكاديمية نايف العربية للعلوم الأمنية بالرياض خلال الفترة من 10-12/ 8/ 1424هـ
- المشاركة في دورتين عن حقوق الملكية الفكرية والمنعقدة بمدينة واشنطن بالولايات المتحدة الأمريكية خلال عام 1426هـ.
- شارك في دورة «الندوة الإقليمية للقضاء» المنعقدة في سنغافورة بتنظيم الحكومة السنغافورية خلال الفترة من 9-13/ 4/ 1428هـ
- شارك في اجتماعات الدورة السادسة والأربعين للمنظمة الاستشارية القانونية لدول آسيا وأفريقيا والمنعقدة بمدينة كيب تاون بجنوب أفريقيا خلال الفترة من 17-21/ 6/ 1428هـ
- شارك في الدورة التدريبية المنعقدة بمؤسسة النقد العربي السعودي (المعهد المصرفي) وموضوعها «غسل الأموال والجرائم الاقتصادية» خلال عام 1427هـ.
- شارك في دورة «الإجراءات التحكيمية في القضايا الدوائية والزراعية» المنظمة من وزارة التجارة بالمملكة بالتعاون مع منظمة اليونيكات في هيئة الأمم المتحدة والمنعقدة بتاريخ 18/ 5/ 1428هـ بمدينة الرياض.
- شارك في دورة «القيادة الاستراتيجية ومهارات التمكين» والمنعقدة بالقاهرة في جمهورية مصر العربية خلال عام 1430هـ
- شارك في الدورة التدريبية بعنوان «إدارة خطط وبرامج التغيير في القطاع الحكومي بالمملكة العربية السعودية» والمنعقدة بالرياض بتاريخ 1/ 6/ 1430هـ
- شارك في الدورة التدريبية بعنوان «إدارة الوقت والأولويات» والمنعقدة بالإحساء بتاريخ 28/ 5/ 1431هـ.
- شارك في ورشة العمل بعنوان «رفع كفاءة الاتصال بين المواطن والإدارات الحكومية» والمنعقدة بجامعة الملك فيصل بالإحساء بتاريخ 16/ 6/ 1431هـ، وقدم ورقة عمل بعنوان «العوائق التي تحد من تفعيل العلاقة بين المواطن والأجهزة الحكومية».
- شارك في الدورة التدريبية بعنوان «التخطيط الاستراتيجي وبطاقة الأداء المتوازن» والمنعقدة بمدينة الطائف بتاريخ 21/ 7/ 1431هـ.
- شارك في الدورة التدريبية التخصصية بعنوان «قضاء الاستئناف» والمنعقدة بمدينة الطائف بتاريخ 19/ 8/ 1431هـ.
- شارك في الدورة التدريبية بعنوان «القيادة الموقفية» والمنعقدة بمدينة ينبع بتاريخ 15/ 11/ 1431هـ.
- شارك في ندوة «تسوية المنازعات بالطرق غير القضائية» المنعقدة بالغرفة التجارية الصناعية بالرياض برعاية رئيس ديوان المظالم بتاريخ 2/ 6/ 1433هـ.
- شارك في ورشة العمل المنعقدة بالرياض بعنوان إجراءات المحكمة الإدارية العليا واللائحة التنفيذية لنظام المرافعات بالديوان خلال الفترة من 24-28/ 8/ 1435 هـ.
- شارك في تقديم بحث عن ((تسبيب الاحكام القضائية بمحاكم ديوان المظالم)) بجامعة الملك فهد للبترول والمعادن بالظهران عام 1439هـ.
- اعد بحثا بعنوان مدونة سلوك القاضي عام 1441.ومذكرة قانونية حول طرق الاعتراض امام المحكمة الإدارية العليا عام 1441.
- تولى رئاسة لجنة دراسة مشروع نظام قضاء التنفيذ الإداري بديوان المظالم عام 1441.